# Санґла
Са́нґла (ест. Sangla küla) — село в Естонії, у волості Елва повіту Тартумаа.

## Населення
Чисельність населення на 31 грудня 2011 року становила 25 осіб.

## Географія
Від населеного пункту починається автошлях 47 (Санґла — Ринґу).
На захід від села лежить озеро Виртс'ярв.

## Історія
До 24 жовтня 2017 року село входило до складу волості Ранну.